# Річард Мойнен
Річард Томас Мойнен (англ. Richard Thomas Moynan; 27 квітня 1856, Дублін — 10 квітня 1906, Дублін) — ірландський реалістичний художник-портретист і жанрист кінця XIX-го — початку XX-го століття.

## Освіта
Освіта Мойнена почалася з вивчення медицини в Королівському художньому коледжі. Не закінчивши навчання, у 1879 році вступив до Школи мистецтв в Дубліні. Там відразу до нього прийшов успіх. У 1880, 1881 і 1882 рр. Річард Мойнен виставляв пейзажі і фігури в Дублінській Академії. Він отримав приз за живопис в конкурсі Тейлора (1881), премію Купера за кращий малюнок з натури (1882). Будучи студентом, в школі Королівської Ібернійської Академії, отримав срібну і бронзову медалі, а також приз за кращу роботу в класі живопису в 1883 році. У тому ж році отримав премію Альберта за кращу картину.
Прагнення удосконалитися в мистецтві привело його в 1884 році в Антверпен, в Королівську Академію витончених мистецтв, де він навчався з побратимами по дублінському мальовничому цеху, Родеріком О'Конором і Генрі Алланом. Вже через шість місяців він отримав перше місце за живопис живої моделі (у конкурсі змагалися сто студентів усіх національностей).
Пізніше, в Парижі, він навчався у Рафаеля Коллена.

## Творчість
Мойнен спеціалізувався на зображенні сцен з багаточисленними групами вуличної дітвори. У написані сюжети з життя дітей Мойнен вніс індивідуальність. Спостережливість і увага до композиційних деталей вирізняють його твори. Його малюнки передавали атмосферу вулиць, були гарним доповненням до дитячих книг.
Художник неодноразово брав участь у виставках різних рівнів і мав чудові результати. Останні роки Річарда Томаса Мойнена пройшли в Дубліні. Вони не відзначені високою продуктивністю: художник багато хворів. Останньою великою роботою Мойнена стало полотно «Смерть королеви Вікторії». Він не залишав живопису до останніх днів.
Художник повернувся до Дубліна в 1886 році і почав працювати для періодичного друку. Одночасно Річард Мойнен приймав замовлення на портрети і почав серію робіт, присвячених зображенню дітей.

## Зображення в Мережі
- Послеполуденный чай. [Архівовано 4 березня 2016 у Wayback Machine.] Холст, масло 34.3 × 44.5 см.[4]
- Портрет джентльмена. [Архівовано 4 березня 2016 у Wayback Machine.] Холст, масло 41.2 × 33.0 см.
- Студийное фото Ричарда Мойнена с палитрой в руках, 1890-е годы [Архівовано 4 березня 2016 у Wayback Machine.]
- Сборы в поход, 1892. [Архівовано 23 травня 2015 у Wayback Machine.] Холст, масло 61.0 × 101.5 см.
- Военные манёвры, 1891 [Архівовано 4 березня 2016 у Wayback Machine.] Холст, масло 148 × 240 см. Национальная галерея Ирландии, Дублин[5][6]